# یانوویتسه ویلکیه
یانوویتسه ویلکیه (به لاتین: Janowice Wielkie) یک روستا در لهستان است که در گمینا یانوویتسه ویلکیه واقع شده‌است. یانوویتسه ویلکیه ۲٬۱۰۰ نفر جمعیت دارد.